# Valerianna bullata
Valerianna bullata är en tvåvingeart som beskrevs av Quate och Brown 2004. Valerianna bullata ingår i släktet Valerianna och familjen fjärilsmyggor.
Artens utbredningsområde är Peru. Inga underarter finns listade i Catalogue of Life.